# Différence et Répétition
Différence et Répétition est un ouvrage du philosophe français Gilles Deleuze paru aux PUF en  1968. C'est la thèse principale de Gilles Deleuze, sous la direction de Maurice de Gandillac, qui lui valut son doctorat en lettres.
À travers l'histoire de la philosophie, Gilles Deleuze tente de montrer les différentes potentialités et approches de la Différence et de la Répétition. Analysant la philosophie de Leibniz, Deleuze substitue le concept de multiplicité à celui de substance, d'événement à celui d'essence, et de virtualité à celui de possibilité. Ce livre propose autant une métaphysique qu'une philosophie esthétique.
L'ouvrage tente une critique de la représentation. Dans le livre, Deleuze développe des concepts de différence en soi et de répétition pour soi, c'est-à-dire des concepts de différence et de répétition qui sont logiquement et métaphysiquement antérieurs à tout concept d'identité. Certains commentateurs interprètent le livre comme une tentative de Deleuze de réécrire la Critique de la raison pure d'Emmanuel Kant (1781) du point de vue de la genèse elle-même.
Il a récemment été affirmé que Deleuze a en fait recentré son orientation philosophique autour de la thèse de Gabriel Tarde selon laquelle la répétition sert la différence plutôt que l'inverse.

## Résumé

### Préface
Deleuze utilise la préface pour relier l'œuvre à d'autres textes. Il décrit sa motivation philosophique comme « un anti-hégélianisme généralisé » (xix) et note que les forces de la différence et de la répétition peuvent servir de substituts conceptuels à l'identité et à la négation chez Hegel. L'importance de ce changement terminologique est que la différence et la répétition sont toutes deux des forces positives aux effets imprévisibles. Deleuze suggère que, contrairement à Hegel, il crée des concepts à partir d'une logique joyeuse et créative qui résiste au dualisme de la dialectique : « Je fais, refais et défais mes concepts le long d'un horizon mobile, à partir d'un centre toujours décentré, d'une périphérie toujours déplacée qui les répète et les différencie » (xxi).
Dans la préface de l'édition anglaise, Deleuze souligne que le troisième chapitre (L'image de la pensée) préfigure son travail ultérieur avec Félix Guattari.
Il suggère également non seulement que « les conclusions doivent être lues dès le début », mais aussi que « Cela est vrai du présent livre, dont la conclusion pourrait rendre inutile la lecture du reste » (ix).

### Introduction: Répétition et différence
Deleuze utilise l'introduction pour clarifier le terme « répétition ». On peut comprendre la répétition de Deleuze en l'opposant à la généralité. Les deux mots décrivent des événements qui ont des connexions sous-jacentes.
La généralité fait référence à des événements qui sont reliés par des cycles, des égalités et des lois. La plupart des phénomènes qui peuvent être directement décrits par la science sont des généralités. Des événements apparemment isolés se produiront de la même manière à maintes reprises car ils sont régis par les mêmes lois. L'eau s'écoule en pente et la lumière du soleil crée de la chaleur en raison de principes qui s'appliquent de manière générale. Dans le domaine humain, le comportement conforme aux normes et aux lois est considéré comme une généralité pour des raisons similaires. La science traite principalement des généralités parce qu'elle cherche à prédire la réalité en utilisant la réduction et l'équivalence.
La répétition, pour Deleuze, ne peut décrire qu'une série unique de choses ou d'événements. L'histoire de Borges, dans laquelle Pierre Ménard reproduit le texte exact du Don Quichotte de Miguel de Cervantès, est une quintessence de la répétition : la répétition de l'œuvre de Cervantès par Ménard revêt une qualité magique en raison de sa traduction dans un temps et un lieu différents. L'art est souvent une source de répétition, car aucune utilisation artistique d'un élément n'est jamais vraiment équivalente à d'autres utilisations. (Le pop art pousse cette qualité jusqu'à une certaine limite en rapprochant la production du niveau du capitalisme, tandis que le Net.art s'affranchit complètement de la réplication au profit de l'identification).
Pour les humains, la répétition est intrinsèquement transgressive. Comme dans Présentation de Sacher-Masoch. Le froid et le cruel, Deleuze identifie l'humour et l'ironie comme des lignes d'évasion des généralités de la société. L'humour et l'ironie sont en accord avec la répétition parce qu'ils créent une distance par rapport aux lois et aux normes tout en les remettant en scène.
Deleuze décrit la répétition comme une valeur partagée par un trio par ailleurs assez disparate : Kierkegaard, Nietzsche et Péguy. Il relie également cette idée à la pulsion de mort de Freud.
Il définit ensuite la répétition comme « une différence sans concept » (13). La répétition s'appuie donc sur la différence plus profondément qu'elle ne s'y oppose. De plus, une répétition profonde sera caractérisée par une différence profonde.

### I. La différence en elle-même
Deleuze brosse un tableau de l'histoire de la philosophie dans lequel la différence a longtemps été subordonnée à quatre piliers de la raison : l'identité, l'opposition, l'analogie et la ressemblance. Il soutient que la différence a été traitée comme une caractéristique secondaire qui émerge lorsqu'on compare des choses préexistantes ; on peut alors dire que ces choses ont des différences. Ce réseau de relations directes entre les identités recouvre grossièrement un réseau beaucoup plus subtil et involué de différences réelles : gradients, intensités, chevauchements, et ainsi de suite (50).
Le chapitre contient une discussion sur la façon dont divers philosophes ont traité l'émergence de la différence au sein de l'Être. Cette section utilise Duns Scot, Spinoza et d'autres pour démontrer qu'« il n'y a jamais eu qu'une seule proposition ontologique : L'être est univoque. ... Une seule voix élève la clameur de l'être » (35). On essaie ensuite de comprendre la nature des différences qui surgissent au sein de l'être. Deleuze décrit comment Hegel a considéré la contradiction - l'opposition pure - comme le principe sous-jacent à toute différence et par conséquent comme le principe explicatif de toute la texture du monde. Il reproche à cette conception d'avoir un penchant théologique et métaphysique.
Deleuze propose (en citant Leibniz) que la différence est mieux comprise par l'utilisation de dx, la différentielle. Une dérivée, dy/dx, détermine la structure d'une courbe tout en existant juste en dehors de la courbe elle-même, c'est-à-dire en décrivant une tangente virtuelle (46). Deleuze soutient que la différence devrait fondamentalement être l'objet d'une affirmation et non d'une négation. Comme pour Nietzsche, la négation devient secondaire et épiphénoménale par rapport à cette force primaire.

### II. La répétition pour elle-même
Ce chapitre décrit trois niveaux de temps différents au sein desquels la répétition se produit. Deleuze prend comme axiome la notion qu'il n'y a pas d'autre temps que le présent, qui contient le passé et le futur. Ces niveaux décrivent les différentes manières dont le passé et le futur peuvent être inscrits dans un présent. Au fur et à mesure que cette inscription se complique, le statut du présent lui-même devient plus abstrait.

#### 1. La synthèse passive
Les processus fondamentaux de l'univers ont un élan qu'ils transportent dans chaque moment présent. Une « contraction » de la réalité fait référence à la collecte d'une force continue diffuse dans le présent. Avant la pensée et le comportement, toute substance effectue une contraction. « Nous sommes faits d'eau, de terre, de lumière et d'air contractés... Chaque organisme, dans ses éléments réceptifs et perceptifs, mais aussi dans ses viscères, est une somme de contractions, de rétentions et d'attentes » (73).
La synthèse passive est illustrée par l'habitude. L'habitude incarne le passé (et les gestes vers le futur) dans le présent en transformant le poids de l'expérience en une urgence. L'habitude crée une multitude de « moi larvaire », dont chacun fonctionne comme un petit moi avec des désirs et des satisfactions. Dans le discours freudien, c'est le domaine des excitations liées associées au principe de plaisir.
Deleuze cite Hume et Bergson comme étant pertinents pour sa compréhension de la synthèse passive.

#### 2. La synthèse active
Le deuxième niveau de temps est organisé par la force active de la mémoire, qui introduit une discontinuité dans le passage du temps en entretenant des relations entre des événements plus éloignés. Une discussion sur le destin montre clairement comment la mémoire transforme le temps et met en œuvre une forme plus profonde de répétition :

« Le destin ne consiste jamais en des relations déterministes étape par étape entre des présents qui se succèdent selon l'ordre d'un temps représenté. Elle implique plutôt entre des présents successifs des connexions non localisables, des actions à distance, des systèmes de relecture, de résonance et d'échos, des chances objectives, des signes, des signaux et des rôles qui transcendent les lieux spatiaux et les successions temporelles. »

— (83)
Par rapport à la synthèse passive de l'habitude, la mémoire est virtuelle et verticale. Elle traite les événements dans leur profondeur et leur structure plutôt que dans leur contiguïté dans le temps. Là où les synthèses passives créaient un champ de « moi », la synthèse active est réalisée par « je ». Dans le registre freudien, cette synthèse décrit l'énergie déplacée d'Eros, qui devient une force de recherche et de problématisation plutôt qu'un simple stimulus de gratification.
Proust et Lacan sont des auteurs clés pour cette couche.

#### 3. Le temps vide
La troisième couche de temps existe toujours dans le présent, mais elle le fait d'une manière qui s'affranchit de la simple répétition du temps. Ce niveau fait référence à un événement ultime si puissant qu'il en devient omniprésent. Il s'agit d'un grand événement symbolique, comme le meurtre que doit commettre Œdipe ou Hamlet. En s'élevant à ce niveau, l'acteur s'efface en tant que tel et rejoint le royaume abstrait de l'éternel retour. Le moi et le je cèdent la place à « l'homme sans nom, sans famille, sans qualités, sans moi ou je... le déjà-surhomme dont les membres épars gravitent autour de l'image sublime » (90).
Le temps vide est associé à Thanatos, une énergie désexualisée qui traverse toute la matière et supplante la particularité d'un système psychique individuel. Deleuze prend soin de souligner qu'il n'y a aucune raison pour que Thanatos produise une impulsion spécifiquement destructrice ou un « instinct de mort » chez le sujet ; il conçoit Thanatos comme simplement indifférent.
Nietzsche, Borges et Joyce sont les auteurs de Deleuze pour la troisième fois.

### III. L'image de la pensée
Ce chapitre s'attaque à une « image de la pensée » qui imprègne le discours populaire et philosophique. Selon cette image, la pensée gravite naturellement vers la vérité. La pensée se divise facilement en catégories de vérité et d'erreur. Le modèle de la pensée provient de l'institution scolaire, dans laquelle un maître pose un problème et l'élève produit une solution qui est soit vraie, soit fausse. Cette image du sujet suppose qu'il existe différentes facultés, chacune d'entre elles saisissant idéalement le domaine particulier de la réalité auquel elle est le plus adaptée.
En philosophie, cette conception donne lieu à des discours fondés sur l'argument selon lequel « Tout le monde sait... » la vérité d'une idée fondamentale. Descartes, par exemple, fait appel à l'idée que tout le monde peut au moins penser et donc exister. Deleuze fait remarquer que la philosophie de ce type tente d'éliminer tous les présupposés objectifs tout en maintenant les présupposés subjectifs.
Deleuze soutient, avec Artaud, que la véritable pensée est l'un des défis les plus difficiles qui soient. La pensée exige une confrontation avec la stupidité, l'état d'être humain sans forme, sans s'engager dans de vrais problèmes. On découvre que le véritable chemin vers la vérité passe par la production de sens : la création d'une texture pour la pensée qui la relie à son objet. Le sens est la membrane qui relie la pensée à son autre.
Par conséquent, l'apprentissage n'est pas la mémorisation de faits, mais la coordination de la pensée avec une réalité. « Par conséquent, l'apprentissage a toujours lieu dans et par l'inconscient, établissant ainsi le lien d'une profonde complicité entre la nature et l'esprit » (165).
L'image alternative que Deleuze donne de la pensée est fondée sur la différence, qui crée un dynamisme qui traverse les facultés et les conceptions individuelles. Cette pensée est fondamentalement énergique et asignifiante : si elle produit des propositions, celles-ci sont tout à fait secondaires à son développement.
À la fin du chapitre, Deleuze résume l'image de la pensée qu'il critique par huit attributs :

« (1) le postulat du principe, ou de la Cogitatio natural universalis (bonne volonté du penseur et bonne nature de la pensée) ; (2) le postulat de l'idéal, ou du sens commun (le sens commun comme concordia facultatum et le bon sens comme la distribution qui garantit cette concorde) ; (3) le postulat du modèle, ou de la reconnaissance (la reconnaissance invitant toutes les facultés à s'exercer sur un objet supposé identique, et la possibilité conséquente d'erreur dans la distribution lorsqu'une faculté confond un de ses objets avec un objet différent d'une autre faculté) ; (4) le postulat de l'élément ou de la représentation (lorsque la différence est subordonnée aux dimensions complémentaires du Même et du Semblable, de l'Analogue et de l'Opposé) ; (5) le postulat du négatif, ou de l'erreur (dans lequel l'erreur exprime tout ce qui peut aller mal dans la pensée, mais seulement comme le produit de mécanismes externes) ; (6) le postulat de la fonction logique, ou de la proposition (la désignation est prise comme le lieu de la vérité, le sens n'étant que le double neutralisé ou le doublement infini de la proposition) ; (7) le postulat de la modalité, ou des solutions (les problèmes étant matériellement tracés à partir des propositions ou même, formellement définis par la possibilité de leur résolution) ; (8) le postulat de la fin, ou du résultat, le postulat de la connaissance (la subordination de l'apprentissage à la connaissance, et de la culture à la méthode). »

—  (167)

### IV. Synthèse idéelle de la différence
Ce chapitre développe l'argument selon lequel la différence sous-tend la pensée en proposant une conception des Idées fondée sur la différence.
Deleuze revient sur sa substitution de la différentielle (dx) à la négation (-x), soutenant que les Idées peuvent être conçues comme « un système de relations différentielles entre des éléments génétiques déterminés réciproquement » (173-4). Les idées sont des multiplicités, c'est-à-dire qu'elles ne sont ni nombreuses ni uniques, mais une forme d'organisation entre des éléments abstraits qui peuvent être actualisés dans différents domaines. Un exemple est celui des organismes. Un organisme s'actualise selon un schéma qui peut être varié mais qui définit néanmoins les relations entre ses composants. Sa complexité est obtenue par des ruptures progressives de symétrie qui commencent par de petites distinctions dans une masse embryonnaire.
Le terme « virtuel » est utilisé pour décrire ce type d'entité (néanmoins réelle). La notion de virtualité souligne la manière dont l'ensemble des relations elles-mêmes sont antérieures aux instances de ces relations, appelées actualisations.

### V. Synthèse asymétrique du sensible
Ce chapitre poursuit la discussion sur le jeu de la différence et explique comment le sens peut en découler. Pour ce faire, il s'appuie sur des concepts scientifiques et mathématiques liés à la différence, en particulier la théorie thermodynamique classique.

#### Intensif et extensif
Un thème majeur est l'intensif, qui s'oppose (et pour Deleuze, précède) l'extensif. L'extensité renvoie aux dimensions actualisées d'un phénomène : sa hauteur, ses composantes spécifiques. En science, les propriétés intensives d'un objet sont celles, comme la densité et la chaleur spécifique, qui ne changent pas avec la quantité. De même, alors que les propriétés extensives peuvent être divisées (l'objet peut être coupé en deux), les qualités intensives ne peuvent être simplement réduites ou divisées sans transformer entièrement leur porteur.
Il existe un espace intensif, appelé spatium, qui est virtuel et dont les implications régissent la production éventuelle d'un espace extensif. Ce spatium est l'analogue cosmique de l'Idée ; le mécanisme d'actualisation des relations abstraites est le même.
L'intensité régit les processus fondamentaux par lesquels les différences interagissent et façonnent le monde. « C'est l'intensité qui s'exprime immédiatement dans les dynamismes spatio-temporels de base et qui détermine une relation différentielle « indistincte » dans l'Idée à s'incarner dans une qualité distincte et une extensité distinguée » (245).

#### Les modes de pensée
Deleuze s'attaque au bon sens et au sens commun. Le bon sens traite l'univers de manière statistique et tente de l'optimiser pour produire le meilleur résultat. Le bon sens peut être rationaliste, mais il n'affirme pas le destin ou la différence ; il a intérêt à réduire plutôt qu'à amplifier la puissance de la différence. Il adopte le point de vue économique selon lequel la valeur est une moyenne des valeurs attendues et le présent et le futur peuvent être intervertis sur la base d'un taux d'actualisation spécifique.
Le bon sens est la capacité de reconnaître des catégories d'objets et d'y réagir. Le bon sens complète le bon sens et lui permet de fonctionner ; la « reconnaissance » de l'objet permet la « prédiction » et l'annulation du danger (ainsi que d'autres possibilités de différence).
Au sens commun et au bon sens, Deleuze oppose le paradoxe. Le paradoxe sert de stimulus à la pensée réelle et à la philosophie car il oblige la pensée à se confronter à ses limites.

#### Individuation
La coalescence des « individus » à partir du flux cosmique de la matière est un processus lent et incomplet. « L'individuation est mobile, étrangement souple, fortuite et dotée de franges et de marges ; tout cela parce que les intensités qui y contribuent communiquent entre elles, enveloppent d'autres intensités, et sont à leur tour enveloppées » (254). En d'autres termes, même après l'individuation, le monde ne devient pas un arrière-plan passif ou une scène sur laquelle des acteurs nouvellement autonomes entrent en relation les uns avec les autres. Les individus restent liés aux forces sous-jacentes qui les constituent tous, et ces forces peuvent interagir et se développer sans l'approbation de l'individu.
L'embryon met en scène le drame de l'individuation. Au cours de ce processus, il se soumet à des dynamiques qui mettraient en pièces un organisme pleinement individué. Le pouvoir de l'individuation ne réside pas dans le développement d'un moi final, mais dans la capacité des dynamiques profondes à s'incarner dans un être qui acquiert des pouvoirs supplémentaires en vertu de sa matérialité. L'individuation rend possible un drame décrit comme une confrontation avec le visage de l'Autre. Distincte de la forme singulière de l'éthique lévinassienne, cette scène est importante pour Deleuze car elle représente la possibilité et l'ouverture associées à un inconnu individué.

### Commentaire social et politique
Deleuze s'écarte occasionnellement du domaine de la philosophie pure pour faire des déclarations explicitement sociopolitiques. En voici quelques exemples :

« Nous prétendons qu'il y a deux manières de faire appel aux « destructions nécessaires » : celle du poète, qui parle au nom d'une puissance créatrice, capable de renverser tous les ordres et toutes les représentations pour affirmer la Différence dans l'état de révolution permanente qui caractérise l'éternel retour ; et celle du politique, qui s'attache avant tout à nier ce qui « diffère », afin de conserver ou de prolonger un ordre historique établi »

— (53)
.

« Les vraies révolutions ont l'atmosphère des fêtes. La contradiction n'est pas l'arme du prolétariat, mais plutôt la manière dont la bourgeoisie se défend et se préserve, l'ombre derrière laquelle elle maintient sa prétention à décider des problèmes »

—  (268)
.

« Plus notre vie quotidienne apparaît standardisée, stéréotypée, soumise à une reproduction accélérée d'objets de consommation, plus il faut y injecter de l'art pour en extraire le peu de différence qui joue simultanément entre d'autres niveaux de répétition, et même pour faire résonner les deux extrêmes, à savoir la série habituelle de la consommation et la série instinctive de la destruction et de la mort »

—  (293)
.